# 第336近卫海军步兵旅
第336近卫海军步兵旅 (俄语： 部队代号06017）是俄罗斯海军步兵的一个旅。第336近卫海军步兵旅的历史可以追溯到1942年3月28日。乌克兰武装部队总参谋部表示，俄罗斯于2022年3月10日在克里米亚附近部署了第336近卫海军步兵旅下屬的一个战术营。